# Протесты в Румынии (2013)
Социальные протесты в Румынии — серия протестных митингов и шествий, начавшихся в середине января 2013 года по причине массовой невыплаты заработной платы и тяжёлых условий труда на предприятиях страны. Среди требований протестующих была и отставка правительства, которое они обвиняли в халатности и некомпетентности, а также в невыполнении обещаний, данных на выборах 2012 года.

## История
Протесты и беспорядки в Румынии начались как волна мирных демонстраций в январе 2012 года: после введения нового законодательства в области здравоохранения. Протесты были подкреплены мерами жесткой экономии, применяемыми правительством страны с мая 2010 года, а также — непопулярностью самого правительства Эмиля Бока. Постепенно демонстрации стали характеризоваться массовыми беспорядками и актами вандализма. Когда политические протесты усилились, премьер-министр Бок решил уйти в отставку (6 февраля 2012 года).
В первые шесть месяцев 2012 года в стране сменилось три правительства. Лето 2012 года ознаменовалось крупномасштабным политическим кризисом, вызванным обвинениями в плагиате со стороны премьер-министра Виктора Понта, и завершившимся импичментом президенту Траяну Бэсеску со стороны парламента страны. Проведённый после этого референдум по импичменту президента показал, что более 80 % избирателей хотели бы его увольнения — но сам референдум был признан недействительным Конституционным судом страны из-за отсутствия 50%-й явки. В течение всего этого периода страны запада делали предупреждения руководству Румынии о состоянии демократии в стране: были выдвинуты обвинения в фальсификации результатов голосования на референдуме.
После парламентских выборах 9 декабря 2012 года Виктор Понта, поддержанный Социал-либеральным союзом, был назначен премьер-министром Румынии. Его назначение было отмечено коррупционными скандалами и уличными протестами. Демонстрации имели различные причины: среди которых были и повышение налогов, и эксплуатация месторождений сланцевого газа с применением гидроразрыва пласта и проект Roşia Montană. Сотни тысяч человек — включая врачей, учителей и студентов — вышли на улицу, чтобы выразить недовольство политикой нового правительства. Сотрудники транспорта и системы здравоохранения также бастовали несколько раз.
Будучи в основном мирными, в некоторых случаях протесты всё же вырождались в столкновениях демонстрантов с правоохранительными органами. Правительство Понта было обвинено как национальными, так и международными организациями в чрезмерном применении силы. Этнические венгры страны начали серию протестов за автономию Секейского края, тогда как профсоюзные движения потребовали объединения Румынии и Молдовы.
Зимой 2014 года правящий альянс рухнул, после роста внутренней напряженности между входившими в него партиями. Национал-либеральная партия покинула альянс и объединилась с Демократической либеральной партией, чтобы сформировать самую большую правую партию в Румынии в послереволюционный период. Летом того же года Виктор Понта и Клаус Йоханнис начали выдвижение своих кандидатур на президентских выборах. Достаточно неожиданно на выборах победил этнический немец и протестант по вероисповеданию Йоханнис.

## Предпосылки

### Социальные проблемы
Румыния является страной с самым высоким уровнем бедности в Европейском Союзе: более 30 % её населения живет менее чем на 5 долларов США в день. В докладе, составленном президентской комиссией по анализу социально-демографических рисков в стране, указывалось, что существуют сильные расхождения между социальными слоями населения: привилегированными группами, получающими высокую заработную плату и пенсии, и остальным населением. Банкротство многих компаний повысило уровень безработицы: в июле 2013 года он достиг значения в 7,6 % — самого высокого с начала экономического кризиса 2010 года. Ряд другие компаний, в том числе государственные компании — почта Румынии и Румынские железные дороги — находятся на грани банкротства и вынуждены проводить сокращения персонала.
После применения жестких мер экономии в 2010 году румынская экономика несколько восстановилась: в 2013 году в Румынии был зафиксирован самый высокий экономический рост среди стран ЕС. Несмотря на этот рост уровень жизни в стране снижается: многие румыны уже не могут позволить себе и повседневные расходы. Плохие условия работы, массовые увольнения и дополнительное налоговое бремя вызывают недовольство населения, которое выходит на улицу с протестом. Несмотря на вступление Румынии в НАТО в 2004 году и в Европейский союз в 2007 году, политическая ситуация в стране в целом оставалась нестабильной, с периодическими институциональными столкновениями между президентом, премьер-министром и парламентом (например, в 2007 и 2012 годах) — что также подпитывало социальную напряженность.